# Kilogramme
« kg » redirige ici. Pour les autres significations, voir KG.
Le kilogramme, dont le symbole est kg (en minuscules), est l'unité de base de masse dans le Système international d'unités (SI).
Le kilogramme est la seule unité SI de base possédant un préfixe (« kilo », symbole k utilisé pour désigner le millier d'une unité) dans son nom. Quatre des sept unités de base du Système international sont définies par rapport au kilogramme, donc sa stabilité est importante.
Du temps où il était en vigueur, le prototype international du kilogramme était rarement utilisé ou manipulé. Des copies en étaient conservées par les laboratoires nationaux de métrologie autour du globe et lui ont été comparées en 1889, 1948 et 1989 pour des besoins de traçabilité. Le prototype international du kilogramme (IPK, ou International Prototype kilogram) est commandé par la Conférence générale des poids et mesures (CGPM) sous l'autorité de la Convention du Mètre (1875), et est sous la garde du Bureau international des poids et mesures (BIPM) qui le conserve (au pavillon de Breteuil) au nom de la CGPM.
Après la constatation que la masse du prototype semble dévier de celles de ses copies au cours du temps, le Comité international des poids et mesures (CIPM) recommande en 2005 de redéfinir le kilogramme en fonction de constantes fondamentales de la nature. Dans sa session de 2011, la CGPM convient que le kilogramme devrait être redéfini à partir de la constante de Planck, mais constatant que les travaux existant à cette date ne permettent pas de mettre en œuvre le changement, reporte la décision finale à 2014 puis à la 26e CGPM, qui s'est tenue en 2018 à Paris. Celle-ci permet de figer quatre constantes physiques et de définir un nouveau système d'unités, c'est-à-dire de redéfinir effectivement le kilogramme ; ces définitions entrent en vigueur le 20 mai 2019,,.
Le kilogramme peut désormais être réalisé à partir de la valeur fixée de la constante de Planck et à l'aide d'une balance de Kibble.

## Étymologie
Le mot « kilogramme » est formé du préfixe « kilo », dérivant du grec ancien χίλιοι / chílioi, « mille », et de « gramme », représentant 1/24e de l'once, par une fausse étymologie reliant le mot au grec ancien γράμμα / grámma,. À l'origine l'unité était le gramme, correspondant à la masse d'un centimètre cube d'eau à la température de la glace fondante. Mais étant instable et peu pratique à manipuler, l'unité retenue fut le kilogramme afin de correspondre à un litre d'eau (à 4°C). Le mot « kilogramme » est écrit dans la loi française en 1795. L'apocope « kilo » est une abréviation courante qui apparaît dès le XIXe siècle.
Le symbole du kilogramme est kg.

## Définitions
Le gramme est originellement défini en 1795 comme la masse d'un centimètre cube « d'eau pure » à 4 °C, faisant du kilogramme l'égal de la masse d'un litre d'eau pure. Le prototype du kilogramme, fabriqué en 1799 et sur lequel s'appuie le kilogramme jusqu'en mai 2019, possède une masse égale à celle de 1,000 025 l d'eau pure.
De 1879 jusqu'au 19 mai 2019, il était défini comme étant égal à la masse du prototype international du kilogramme déposé au BIPM au pavillon de Breteuil près de Paris.
Depuis le 20 mai 2019, il est défini en fixant la valeur numérique de « la constante de Planck, h, égale à 6,626 070 15 × 10−34 J s, unité égale à kg m2 s−1 », le mètre et la seconde ayant déjà été définis auparavant en fixant « la fréquence de la transition hyperfine de l’état fondamental de l’atome de césium 133 non perturbé, ∆νCs, comme égale à 9 192 631 770 Hz » pour déterminer la seconde de façon aisément reproductible et précisément mesurable, et en fixant « la vitesse de la lumière dans le vide, c, comme égale à 299 792 458 m/s » pour déterminer également le mètre en fonction de la seconde de façon aisément reproductible et précisément mesurable. Cette nouvelle définition a été officiellement approuvée par le BIPM le 16 novembre 2018, lors de la 26e conférence générale des poids et mesures.

## Portée

### Masse

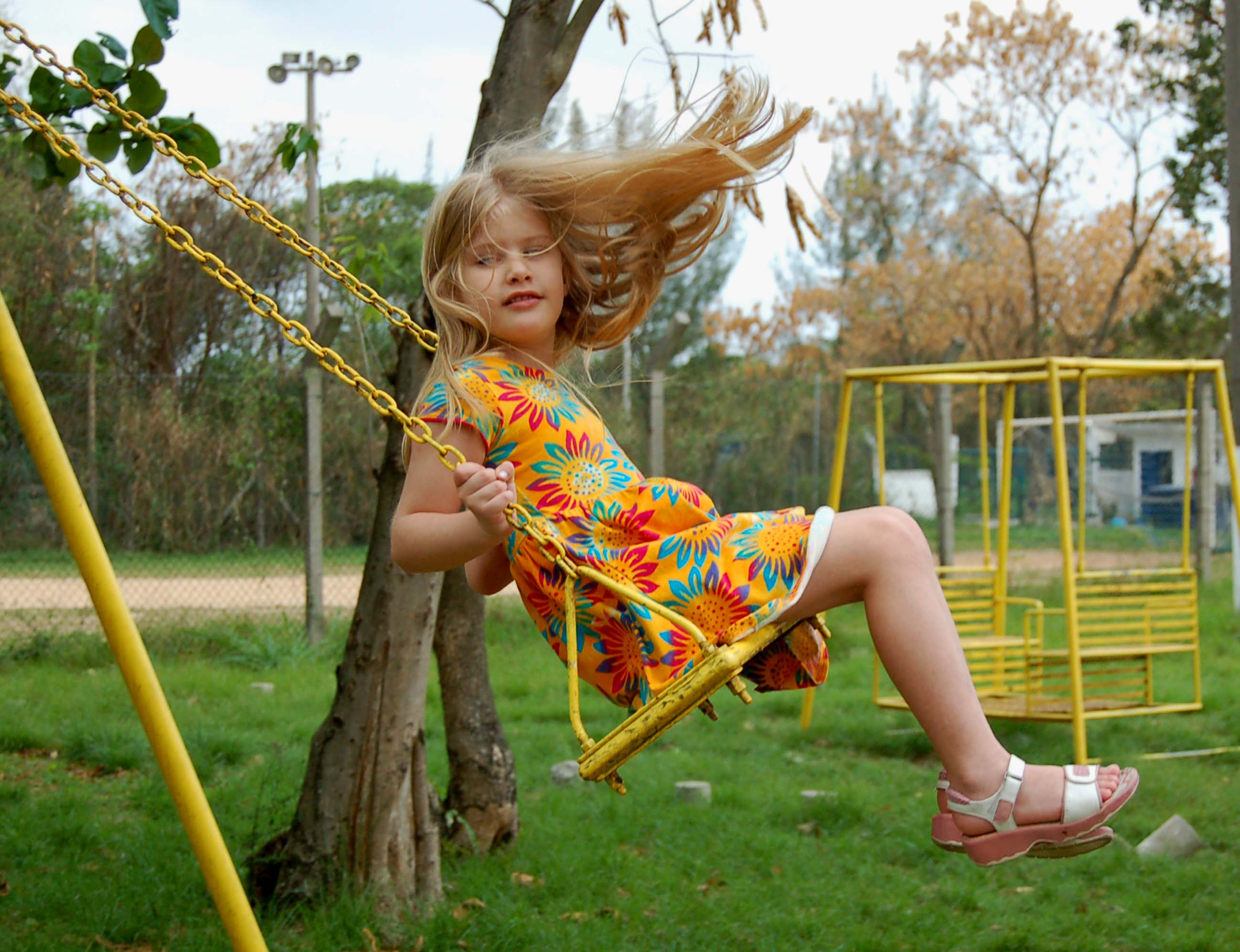
Les chaînes de la balançoire soutiennent le poids de cette enfant. En revanche, si une personne, se tenant derrière, tentait de la stopper, elle agirait contre son inertie, qui est liée à sa masse et non à son poids.

Le kilogramme est une unité de masse. Du point de vue physique, la masse est une propriété inertielle, décrivant la tendance d'un objet à conserver la même vitesse en l'absence d'une force extérieure. Selon les lois du mouvement de Newton, un objet de masse 1 kg accélère d'1 m/s2 quand on lui applique une force d'1 newton.
Si le poids d'un système dépend de la force locale de la gravité, sa masse est invariante (tant qu'il ne se déplace pas à des vitesses relativistes). En conséquence, pour un astronaute en micropesanteur, aucun effort n'est nécessaire pour maintenir un objet au-dessus du plancher : il est sans poids. Toutefois, comme les objets en micropesanteur conservent leur masse et donc leur inertie, un astronaute doit exercer une force dix fois plus importante pour donner la même accélération à un objet de 10 kg qu'à un objet d'1 kg.
Comme sur Terre, le poids d'un objet est proportionnel à sa masse, sa masse en kilogramme est généralement mesurée en comparant son poids à celui d'un objet standard dont la masse est connue en kilogramme, à l'aide d'une balance. Le rapport de la force de gravitation exercée sur les deux objets est égal au rapport de leur masse.

### Relations entre unités

La magnitude de plusieurs unités formant le système SI, dont la plupart de celles mesurant l'électricité et la lumière, dépendaient fortement de la stabilité d'un cylindre de métal plus que centenaire stocké dans un coffre en France.

Le kilogramme sous-tend une grande partie du Système international d'unités (SI) tel qu'il est actuellement défini et structuré. Par exemple :
- le newton, l'unité SI de force, est défini comme la force qui confère une accélération d'un mètre par seconde carrée à un objet d'un kilogramme ;
- le pascal, l'unité SI de pression, est défini comme égal à un newton par mètre carré.

Cette chaîne de dépendance se succède sur plusieurs unités SI. Par exemple :
- le joule, l'unité SI d'énergie, est défini comme le travail d'une force d'un newton quand elle agit sur un mètre ;
- le watt, l'unité SI de puissance, est défini comme égal à un joule par seconde ;
- l'ampère est défini relativement au newton, et donc au kilogramme.

La valeur des principales unités d'électricité (coulomb, volt, tesla et weber) dépend ainsi du kilogramme, tout comme celle des unités de lumière, la candela étant définie grâce au watt et définissant à son tour le lumen et le lux. Si la masse du prototype international du kilogramme venait à changer, toutes ces unités varieraient en conséquence.
Comme la magnitude de nombreuses unités SI est définie par la masse d'un objet de métal de la taille d'une balle de golf et vieux de plus de 130 ans, la qualité du prototype international est protégée avec application afin de préserver l'intégrité du système. Cependant, en dépit de la meilleure intendance, la masse moyenne de l'ensemble des prototypes et du prototype international a vraisemblablement divergé de plus de 5 µg depuis la troisième vérification périodique en 1989. De plus, les laboratoires de métrologie nationaux doivent attendre la quatrième vérification périodique pour confirmer cette tendance historique.
La définition des unités SI est toutefois différente de leur réalisation pratique. Par exemple, le mètre est défini comme la distance parcourue par la lumière pendant un 299 792 458e de seconde. Sa réalisation pratique prend typiquement la forme d'un laser hélium-néon et la longueur du mètre est délinéée comme 1 579 800,298 728 longueurs d'onde de la lumière de ce laser. Si, par hasard, on réalisait que la mesure officielle de la seconde avait dérivé de quelques parties par million (elle est en réalité extrêmement stable, avec une reproductibilité de quelques parties pour 1015), cela n'aurait aucun effet automatique sur le mètre car la seconde — et donc la longueur du mètre — est absorbée par le laser qui en assume la réalisation pratique. Les scientifiques calibrant les appareils continueraient à mesurer le même nombre de longueurs d'onde du laser jusqu'à ce qu'un accord soit conclu pour procéder différemment. Dans le cas de la dépendance du monde extérieur à la valeur du kilogramme, si on déterminait que la masse du prototype international avait changé, cela n'aurait aucun effet automatique sur les autres unités de mesure, leur réalisation pratique fournissant un niveau d'abstraction les isolant. Si la variation de masse était définitivement prouvée, une solution consisterait à redéfinir le kilogramme comme égal à la masse du prototype plus une valeur de compensation.
À long terme, la solution consiste à libérer le système SI du prototype international en développant une réalisation pratique du kilogramme qui puisse être reproduite dans différents laboratoires en suivant une spécification définie. Les unités de mesure dans ces réalisations pratiques possèdent leur magnitude précisément définie et exprimée en fonction de constantes physiques fondamentales. Le kilogramme serait ainsi basé sur une constante universelle invariante. Actuellement[Quand ?], aucune alternative n'a encore atteint l'incertitude de 20 parties par milliard (environ 20 µg) requise pour faire mieux que le prototype. Toutefois, la balance du watt du National Institute of Standards and Technology approche de ce but, avec une incertitude démontrée de 36 µg.

## Historique

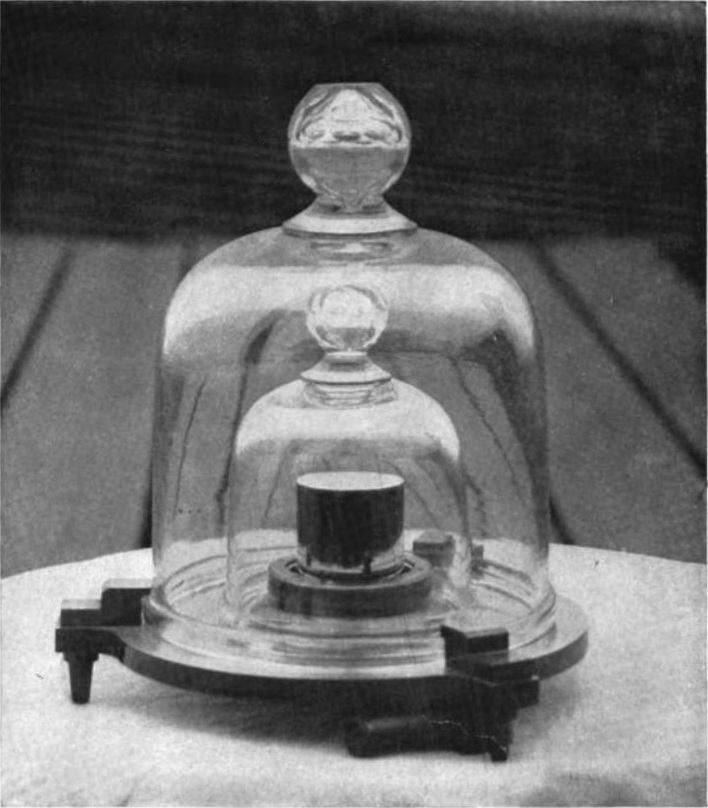
K4, l'un des deux prototypes nationaux des États-Unis, photographié en 1915 protégé par deux cloches. Ce prototype est fabriqué en un alliage de platine et d'iridium et mesure 39.17 mm en diamètre et en hauteur. Comme les autres prototypes, ses côtés possèdent un quadruple chanfrein pour minimiser l'usure. Par comparaison, une balle de golf mesure 42.67 mm de diamètre pour une masse de 49.3 g.

Le système métrique est créé en France à l'initiative de Charles-Maurice de Talleyrand-Périgord. Le 30 mars 1791, le gouvernement français ordonne à l'Académie des sciences de déterminer précisément la magnitude des unités de base du nouveau système. L'Académie partage la tâche en cinq commissions ; celle chargée de la détermination de la masse comprend initialement Antoine Lavoisier et René Just Haüy ; Lavoisier est guillotiné le 8 mai 1794 et Haüy est temporairement emprisonné, ils sont remplacés à la commission par Louis Lefèvre-Gineau et Giovanni Fabbroni.
Le concept d'utiliser une unité de volume d'eau pour définir une unité de masse est proposée par le philosophe anglais John Wilkins en 1668, afin de lier la masse et la longueur. Le système métrique ayant par ailleurs défini le mètre, « qui a été adopté pour l'unité fondamentale de tout le système des mesures », l'unité de poids qui en découle pouvait alors être le mètre cube d'eau d'une tonne (dont l'ordre de grandeur est celui des déplacements des navires), le décimètre cube d'un kilogramme (du même ordre de grandeur que la livre, d'usage courant sur les marchés pour peser les marchandises), le centimètre cube d'un gramme (du même ordre que le denier dans le système des poids de marc, poids des pièces monétaires courantes), ou le millimètre cube d'un milligramme (de l'ordre de la prime, utilisée pour les mesures de précision).
Le gramme est introduit par la loi du 18 germinal an III (7 avril 1795) ; il est défini comme « le poids absolu d'un volume d'eau pure égal au cube de la centième partie du mètre, et à la température de la glace fondante ». Le choix de l'unité de base se porte donc sur le centimètre cube d'eau, le même décret prévoyant également dans ce système métrique universel une unité mesure monétaire, « l’unité des monnaies prendra le nom de franc, pour remplacer celui de livre usité jusqu'aujourd'hui » : le choix du gramme comme unité de poids préparant la voie à un franc métrique universel.
Comme le commerce met en jeu des objets nettement plus massifs qu'un gramme, et comme un standard de masse constitué d'eau serait instable, un étalon provisoire est réalisé en métal, d'une masse 1 000 fois plus grande que le gramme : le kilogramme. Cet étalon provisoire est fabriqué en accord avec une mesure imprécise de la densité de l'eau réalisée auparavant par Lavoisier et Haüy, qui estiment que l'eau distillée à 0 °C a une masse de 18 841 grains dans l'ancien système des poids de marc.
Dans le même temps, une commission est nommée pour déterminer précisément la masse d'un litre d'eau. Bien que le décret mentionne spécifiquement de l'eau à 0 °C, les études de Lefèvre-Gineau et Fabbroni montrent que l'eau est au plus dense à 4 °C et qu'un litre pèse à cette température 18 827,15 grains, 99,9265 % de la valeur imprécise mesurée précédemment par Lavoisier et Haüy,.
Le 22 juin 1799, un étalon en platine d'un kilogramme (nom originel, le grave), soit la masse d'un litre d'eau, est déposé (ainsi qu'un étalon du mètre) aux Archives de France. Le 10 décembre 1799, l'étalon est ratifié officiellement comme « kilogramme des Archives » et le kilogramme est défini comme égal à sa masse.
Le 20 mai 1875, la Convention du Mètre formalise un peu plus le système métrique. L'unité de masse est redéfinie comme « kilogramme » (et non « gramme »), qui devient ainsi la seule unité de base incluant un préfixe multiplicateur. Un nouvel étalon en platine iridié de masse pratiquement identique au kilogramme des Archives doit être réalisé dès cette même année, mais la coulée est rejetée car la proportion d'iridium, 11,1 %, se situe en dehors des 9 - 11 % spécifiés. Le prototype international du kilogramme est l'un des trois cylindres réalisés en 1879. En 1883, sa masse est mesurée comme indifférenciable de celle du kilogramme des archives. Ce n'est qu'en 1889, lors de la première CGPM, que le prototype international du kilogramme définit la magnitude du kilogramme ; il est conservé depuis au pavillon de Breteuil en France,.
Les mesures modernes de la Vienna Standard Mean Ocean Water, une eau distillée pure avec une composition isotopique représentative de la moyenne des océans, montre qu'elle possède une masse volumique de 0,999 975 ± 0,000 001 kg/L à sa densité maximale (3,984 °C) sous une atmosphère standard (760 torr),. Ainsi, un décimètre-cube d'eau dans ces conditions n'est que 25 ppm moins massif que le prototype international du kilogramme (25 mg). La masse du kilogramme des Archives, réalisé il y a plus de deux siècles, est donc égale à celle d'un décimètre-cube d'eau à 4 °C à un grain de riz près.

## Prototype international du kilogramme

### Caractéristiques
Pour les articles homonymes, voir PIK et IPK.

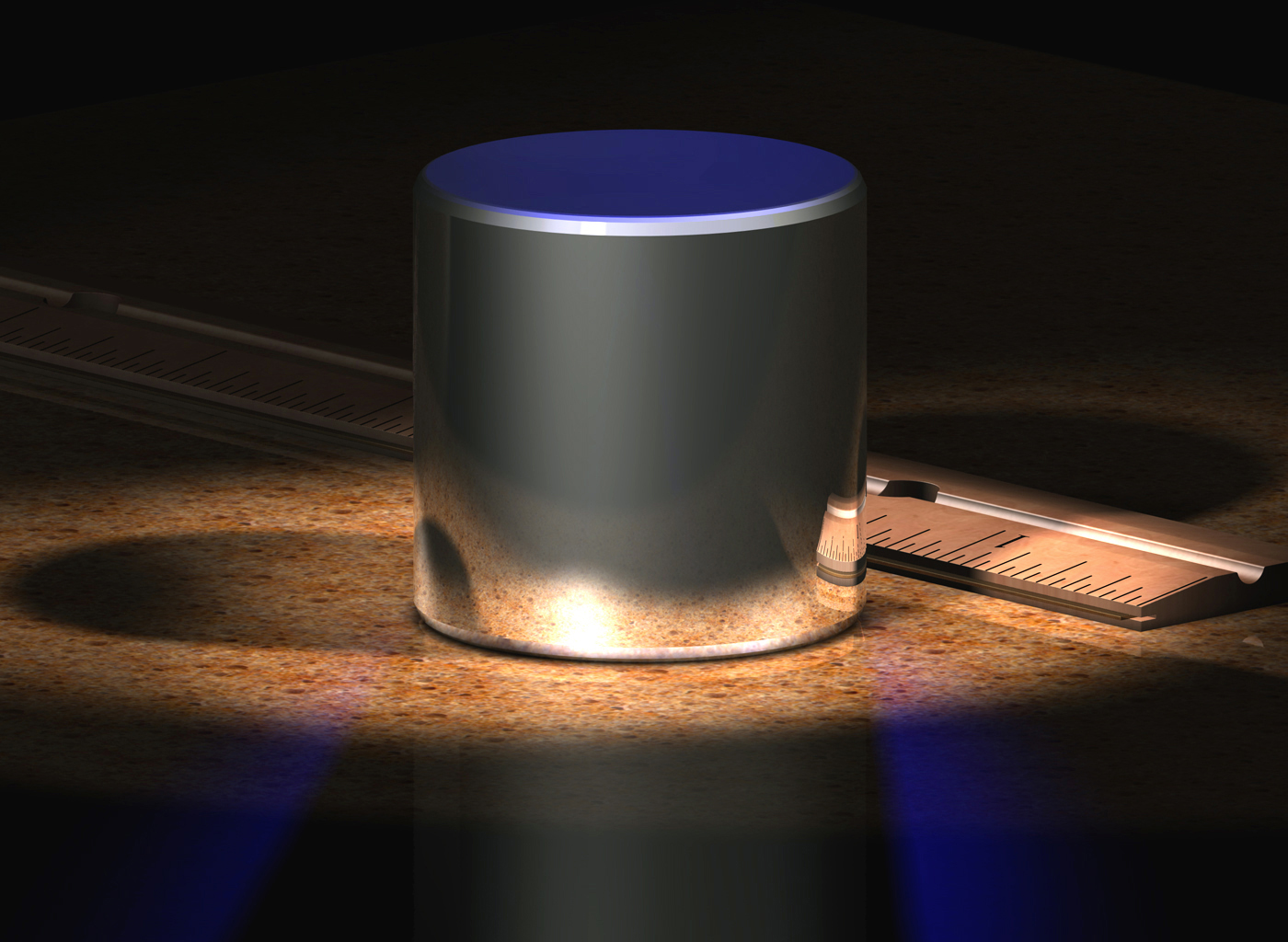
Vue d'artiste en image de synthèse de l'étalon kilogramme en platine iridié (la règle donne l'échelle).

La Convention du Mètre, signée le 20 mai 1875, formalise le système métrique (prédécesseur du Système international d'unités actuel) ; depuis 1889, il définit la magnitude du kilogramme comme égale à la masse du prototype international du kilogramme (PIK en abrégé, ou IPK pour l'anglais International Prototype of the Kilogram),, surnommé le « grand K ».
Le PIK est constitué d'un alliage de 90 % de platine et 10 % d'iridium (proportions massiques), nommé « Pt-10Ir ». Il prend la forme d'un cylindre de 39,17 mm de hauteur et de diamètre afin de minimiser sa surface totale. L'ajout d'iridium augmente fortement la dureté du platine tout en conservant certaines de ses propriétés : forte résistance à l'oxydation, très haute masse volumique (presque deux fois plus dense que le plomb et 21 fois plus que l'eau), conductivités électrique et thermique satisfaisantes, et faible susceptibilité magnétique. Le PIK et ses six copies sont stockés au Bureau international des poids et mesures, protégés chacun par trois cloches de verre scellées dans un coffre-fort spécial à « l'environnement contrôlé » dans la cave la plus basse du pavillon de Breteuil à Sèvres, dans la banlieue de Paris. Trois clés indépendantes sont nécessaires pour ouvrir ce coffre. Des copies officielles du PIK sont réalisées pour les États afin de servir de standards nationaux. Le PIK n'est extrait de son coffre que pour en réaliser des étalonnages tous les 50 ans environ (cette opération n'a eu lieu que trois fois depuis sa création), afin de fournir une traçabilité des mesures locales.

### Copies
Le Bureau international des poids et mesures fournit à ses États membres des copies du PIK de forme et composition quasi identiques, destinées à servir de standards de masse nationaux. Par exemple, les États-Unis possèdent quatre prototypes nationaux :
- deux d'entre eux, K4 et K20, proviennent des 40 répliques originelles délivrées en 1884 ;
- K79 provient d'une série de prototypes (K64 à K80) directement usinés au diamant ;
- K85 est utilisé pour les expériences de la balance du watt ;
- K20 est désigné comme le standard de masse principal des États-Unis, K4 comme le standard de vérification.

Aucune des copies ne possède une masse exactement égale à celle du PIK : leur masse est calibrée et documentée avec des valeurs de décalage. Par exemple, en 1889, la masse du prototype américain K20 est déterminée comme égale à 39 µg de moins que le PIK (1 kg − 39 µg donc = 0,999 999 961 kg). Lors d'une vérification en 1948, sa masse est mesurée égale à 1 kg − 19 μg. La dernière vérification en 1999 lui détermine une masse identique à sa valeur initiale de 1889.
La masse de K4 a constamment décliné par rapport à celle du PIK, car les standards de vérification étant plus souvent manipulés, ils sont plus sujets aux éraflures et autres usures. En 1889, K4 est délivré avec une masse officielle de 1 kg − 75 μg. En 1989, il est calibré à 1 kg − 106 μg et en 1999, à 1 kg − 116 μg ; c'est-à-dire qu'en 110 ans, K4 a perdu 41 µg par rapport au PIK.
En Allemagne, il y a aussi quatre prototypes nationaux :
- K22, le prototype national allemand d'origine endommagé pendant la Seconde Guerre mondiale en 1944 ;
- K52, des années 1950 ;
- K55, l'ancien prototype national de la RDA ;
- K70, de 1987.

### Stabilité

Dérive au cours du temps de la masse des prototypes nationaux (K21 à K40) et deux des copies du prototype international (K32 et K8(41)). Toutes les variations de masse sont relatives au prototype international (IPK). Les écarts initiaux de 1889 ont été compensés. Toutes ces mesures sont relatives : aucune donnée ne permet de déterminer si l'un des prototypes est plus stable par rapport à un invariant de la nature. Il est possible que tous les prototypes aient gagné de la masse au cours du siècle écoulé, mais que K21, K35, K40 et l'IPK en aient simplement gagné moins.

Le kilogramme a été la dernière unité de base du Système international d'unités à être définie au moyen d'un étalon matériel fabriqué par l'homme. Par définition, l'erreur dans la valeur mesurée de la masse du « PIK » était, jusqu'en 2018, exactement zéro. Toutefois, tout changement dans sa masse pouvait être déduit en la comparant avec ses copies officielles stockées autour du monde, périodiquement retournées au Bureau international des poids et mesures pour vérification.
Malgré les précautions d'utilisation et de conservation, la masse théorique (entendu dans ce sens, la masse qu'il a avec une autre définition du kilogramme[Laquelle ?]) du prototype a déjà varié de quelques microgrammes par rapport aux masses de copies[pas clair]. Il est souvent incorrectement dit que la masse théorique du prototype aurait diminué de l'équivalent d'un grain de sable de 0,4 mm de diamètre,,. En fait, lorsqu'on mesure les copies par rapport à l'étalon on note que les masses des copies ont augmenté relativement au prototype (ce qui peut laisser croire que la masse du prototype a diminué par sa manipulation (éraflure microscopique par exemple). En plus, il est probable que la masse théorique du prototype a aussi augmenté (par ajout de poussière, de traces de doigts, de caoutchouc par exemple), mais moins que celles des copies. Il est aussi possible que les masses des copies et la masse théorique du prototype aient diminué mais que la masse théorique du prototype ait diminué plus rapidement que les masses des copies,. En tout état de cause, par définition, la masse réelle du prototype était, elle, toujours restée immuable à 1 kg.
Selon James Clerk Maxwell (1831 - 1879) :

« Même si le repère cylindrique du kilogramme est abrité dans un coffre spécial, dans des conditions contrôlées au BIPM, sa masse (théorique) peut dériver légèrement au fil des ans et il est sujet à des modifications de masse (théorique) en raison de la contamination, la perte de matériau de surface par nettoyage, ou d'autres effets. Une propriété de la nature est, par définition, toujours la même et peut en théorie être mesurée n'importe où, alors que le kilogramme est accessible uniquement au BIPM et pourrait être endommagé ou détruit. »

Au-delà de la simple usure qu'un prototype peut rencontrer, sa masse peut varier pour un certain nombre de raisons, certaines connues et d'autres inconnues. Comme le PIK et ses répliques sont stockés à l'air libre (bien que sous deux cloches ou plus), ils gagnent de la masse par adsorption et contamination atmosphérique à leur surface. Par conséquent, ils sont nettoyés selon un procédé mis au point par le BIPM entre 1939 et 1946, qui consiste à les frotter légèrement avec une peau de chamois imbibée à parts égales d'éther-oxyde et d'éthanol, suivi d'un nettoyage à la vapeur d'eau deux fois distillée, avant de laisser les prototypes reposer 7 à 10 jours. Ce nettoyage retire de 5 à 60 µg de contaminants, selon la date du nettoyage précédent. Un deuxième nettoyage peut retirer jusqu'à 10 µg de plus. Après le nettoyage, et même s'ils sont stockés sous leurs cloches, le PIK et ses copies commencent immédiatement à gagner de la masse à nouveau pour les mêmes raisons. Le BIPM a développé un modèle de ce gain et a conclu qu'il s'élevait en moyenne à 1,11 µg par mois les trois premiers mois, puis 1 µg par an après[réf. nécessaire]. Comme les standards de vérification comme K4 ne sont pas nettoyés pour les calibrations de routine d'autres standards — une précaution minimisant leur usure potentielle — ce modèle est utilisé comme facteur correctif.
Comme les 40 premières copies sont réalisées dans le même alliage que le PIK et stockées dans des conditions similaires, des vérifications périodiques permettent de contrôler sa stabilité. Il est devenu clair après la 3e vérification périodique réalisée entre 1988 et 1992 que les masses de tous les prototypes divergent lentement mais inexorablement les unes des autres. Il est également clair que la masse du PIK a perdu environ 50 µg en un siècle, et peut-être plus, en comparaison de ses copies officielles,. La raison de cette divergence n'est pas connue. Aucun mécanisme plausible n'a été proposé pour l'expliquer,,.
De plus, aucun moyen technique ne permet de déterminer si l'ensemble des prototypes souffre d'une tendance à plus long terme ou non, car leur masse « relative à un invariant de la nature est inconnue en dessous de 1 000 µg ou sur une période de 100 ou même 50 ans ». Comme on ne sait pas quel prototype a été le plus stable dans l'absolu, il est tout aussi valable de dire que l'ensemble du premier lot de copies, en tant que groupe, a gagné en moyenne environ 25 µg en 100 ans sur le PIK.
On sait par ailleurs que le PIK présente une instabilité à court terme d'environ 30 µg sur une période d'un mois après nettoyage. La raison précise de cette instabilité n'est pas connue, mais on suppose qu'elle est liée à des effets de surface : des différences microscopiques entre les surfaces polies des prototypes, peut-être aggravées par l'absorption d'hydrogène par catalyse des composés organiques volatils qui se déposent lentement sur les prototypes et des solvants à base d'hydrocarbures utilisés pour les nettoyer,.
Il est possible d'exclure certaines explications sur les divergences observées. Le BIPM explique, par exemple, que la divergence dépend plus du temps écoulé entre les mesures que du nombre de fois où les prototypes ont été nettoyés ou d'un changement possible dans la gravité locale ni de l'environnement. Un rapport publié en 2013 par Cumpson de l'université de Newcastle upon Tyne, basé sur la spectrométrie photoélectronique X d'échantillons stockés à côté de plusieurs prototypes, suggère qu'une source de divergence pourrait remonter à du mercure absorbé par les prototypes situés à proximité d'instruments utilisant ce métal. Une autre source provient d'une contamination carbonacée. Les auteurs de ce rapport suggèrent que ces contaminants pourraient être enlevés en utilisant une lumière ultraviolette et un lavage à l'ozone.
Les scientifiques constatent une plus grande variabilité des prototypes que ce qui était estimé à la base. La divergence croissante des masses des prototypes et l'instabilité à court terme du PIK ont initié des recherches pour améliorer les méthodes d'obtention d'une surface lisse à l'aide d'usinage au diamant sur les nouvelles répliques, et ont intensifié les recherches d'une nouvelle définition du kilogramme.

## Histoire des définitions alternatives du kilogramme avant 2018

### Pertinence
En 2011, le kilogramme était la dernière unité SI toujours définie par un artéfact.
En 1960, le mètre, précédemment défini par une simple barre de platine iridié avec deux marques gravées, est redéfini en termes de constantes physiques fondamentales et invariantes (la longueur d'onde de la lumière émise par une transition des atomes de krypton 86, puis plus tard la vitesse de la lumière) afin que le standard puisse être reproduit dans différents laboratoires en suivant des spécifications précises. Afin d'assurer la stabilité à long terme du Système international d'unités, la 21e Conférence générale des poids et mesures, en 2000, a recommandé que « les laboratoires nationaux poursuivent leurs efforts pour affiner les expériences qui relient l'unité de masse à des constantes fondamentales ou atomiques et qui pourraient, dans l'avenir, servir de base à une nouvelle définition du kilogramme. » En 2005, lors de la 24e réunion du Comité international des poids et mesures (CIPM), une recommandation similaire est émise pour le kilogramme.
En octobre 2010, le CIPM vote pour soumettre une résolution à la Conférence générale des poids et mesures (CGPM), afin de les notifier de l'intention de définir le kilogramme à l'aide de la constante de Planck, h,. Cette résolution est acceptée par la 24e conférence du CGPM en octobre 2011 ; en outre, la date de la 25e conférence est avancée de 2015 à 2014. Cette définition permet théoriquement à n'importe quel appareil de délinéer le kilogramme en termes de constantes de Planck[Quoi ?], dès qu'il possède une précision et une stabilité suffisantes. La balance du watt pourrait être capable de répondre à cette demande. Si la CGPM adopte cette nouvelle proposition, et si la nouvelle définition du kilogramme est retenue dans le SI, la constante de Planck, qui lie l'énergie des photons à leur fréquence, aurait une valeur fixe déterminée. Après accord international, le kilogramme ne serait plus défini par la masse du PIK. Toutes les unités SI dépendant du kilogramme et du joule auraient également leur magnitude définie au bout du compte, en fonction d'oscillations de photons. En fixant la constante de Planck, la définition du kilogramme ne dépendrait que de celle de la seconde et du mètre. La définition de la seconde ne dépend que d'une seule constante physique : « la seconde est la durée de 9 192 631 770 périodes de la radiation correspondant à la transition entre les deux niveaux hyperfins de l’état fondamental de l’atome de césium 133 ». Le mètre dépend de la seconde et de la vitesse de la lumière c.
Afin de remplacer le dernier artéfact en usage, une variété de techniques et d'approches très diverses ont été considérées et explorées. Certaines sont fondées sur des équipements et procédures permettant la production à la demande de nouveaux prototypes (moyennant toutefois un effort considérable), à l'aide de techniques de mesure et de propriétés de matériaux basées au bout du compte sur des constantes fondamentales. D'autres font usage d'appareils mesurant l'accélération ou le poids de masses test, exprimant leur magnitude en termes électriques permettant là encore de remonter à des constantes fondamentales. Toutes les approches dépendent de la conversion d'une mesure de poids en une masse et nécessitent donc une mesure précise de la force de la gravitation dans les laboratoires. Toutes fixent également une ou plusieurs constantes physiques à une valeur déterminée. À ce titre le Canada semble avoir pris une longueur d'avance avec son projet de définition du kilogramme.

### Balance de Kibble

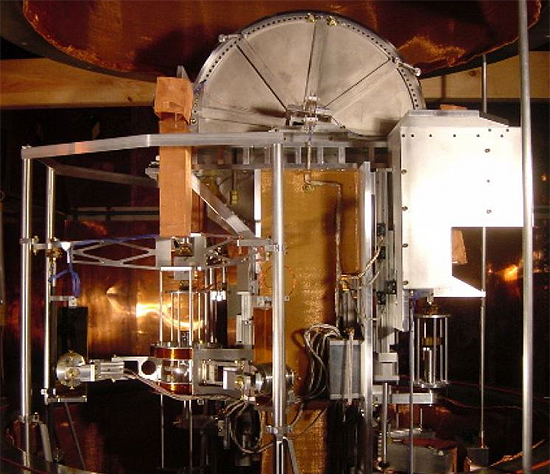
La balance du watt du NIST, projet gouvernemental américain pour définir un « kilogramme électrique ». Le dôme de la chambre à vide, qui s'abaisse sur l'ensemble de l'appareil, est visible dans le haut de la photographie.

La balance de Kibble (ou balance du watt) est une balance à plateau simple qui mesure la puissance électrique nécessaire pour s'opposer au poids d'une masse test d'un kilogramme dans le champ de gravitation terrestre. Il s'agit d'une variante de la balance de l'ampère (en) qui emploie une étape de calibration supplémentaire annulant l'effet de la géométrie. Le potentiel électrique de la balance de Kibble est mesuré par tension Josephson standard, qui permet à la tension électrique d'être liée à une constante physique avec une grande précision et une haute stabilité. La partie résistive du circuit est calibrée par rapport à une résistance standard Hall quantique. La balance de Kibble nécessite une mesure précise de l'accélération locale de la gravitation, g, à l'aide d'un gravimètre.
En avril 2007, l'installation de la balance de Kibble par le National Institute of Standards and Technology (NIST) démontre une incertitude standard relative combinée de 36 µg et une résolution à court terme de 10 à 15 µg . La balance de Kibble du National Physical Laboratory possède une incertitude de 70,3 µg en 2007. En 2009, Cette balance est désassemblée et transférée à l'institut canadien pour les standards de mesure nationaux (membre du Conseil national de recherches Canada), où la recherche et le développement de l'appareil se poursuit.
Dans la balance de Kibble, qui fait osciller une masse de test de haut en bas contre l'accélération gravitationnelle locale g, la puissance mécanique requise est comparée à la puissance électrique, qui correspond au carré de la tension divisé par la résistance électrique. Cependant, g varie de façon significative — près de 1 % — suivant l'endroit de la Terre où est effectuée la mesure. Il existe également des variations saisonnières subtiles de g à cause du changement des nappes d'eau souterraines, et des variations bimensuelles et journalières due aux forces de marée de la Lune. Bien que g n'intervienne pas dans la nouvelle définition du kilogramme, elle intervient dans sa délinéation. g doit donc être mesurée avec autant de précision que les autres termes et doit donc être identifiable à des constantes physiques. Pour les mesures les plus précises, g est mesurée à l'aide de gravimètres absolus à chute de masse contenant un interféromètre à laser hélium-néon stabilisé par iode. Le signal d'interférence de sortie est mesuré par une horloge atomique à rubidium. Comme ce type de gravimètre dérive sa précision et sa stabilité de la constance de la vitesse de la lumière et des propriétés des atomes d'hélium, de néon et de rubidium, g est mesurée en fonction de constantes physiques avec une très haute précision. Par exemple, dans le sous-sol de l'établissement du NIST de Gaithersburg en 2009, la valeur mesurée était typiquement contrainte à 8 ppm de 9,801 016 44 m s−2 .
L'utilisation d'une balance de Kibble pour définir le kilogramme dépend de sa précision et de sa concordance avec la précision améliorée de la mesure de la masse d'une mole de silicium très pur, ce qui dépend de la précision du mètre « rayons X », qui pourra s'améliorer via les travaux du physicien Theodor W. Hänsch,. En outre, une telle balance nécessite un ensemble de techniques suffisamment complexes pour ne pas pouvoir être produite en grand nombre. Si le kilogramme est redéfini à l'aide de la constante de Planck, il n'y aura au mieux que quelques balances de Kibble en opération dans le monde.
La 26e conférence générale des poids et mesures, en novembre 2018, a décidé que le calcul du kilogramme se ferait par cette méthode à partir du 20 mai 2019.

### Autres approches
Avant la décision de 2018, plusieurs autres approches avaient été envisagées.

#### Approches basées sur le comptage d'atomes

##### Carbone 12
Bien que n'offrant pas de réalisation pratique, il est possible de redéfinir la magnitude du kilogramme à l'aide d'un certain nombre d'atomes de carbone 12. Le carbone 12 (12C) est un isotope du carbone. La mole est actuellement définie comme « la quantité d'entités (particules élémentaires ou molécules) égale au nombre d'atomes dans 12 grammes de carbone 12 ». Cette définition implique que 1 000⁄12 (83⅓) moles de 12C ont exactement une masse d'un kilogramme. Le nombre d'atomes dans une mole, une quantité connue comme le nombre d'Avogadro, est déterminé expérimentalement et sa meilleure estimation actuelle est 6,022 141 29(27) × 1023 atomes. La nouvelle définition du kilogramme proposerait de fixer la constante d'Avogadro à précisément 6,022 14 × 1023, le kilogramme étant défini comme la masse égale à 1 000⁄12 × 6,022 × 1023 atomes de 12C.
La précision dans la valeur mesurée de la constante d'Avogadro est actuellement limitée par l'incertitude sur celle de la constante de Planck, 50 ppm depuis 2006. En fixant la constante d'Avogadro constante, l'incertitude sur la masse d'un atome de 12C — et la magnitude du kilogramme — ne pourrait être meilleure que 50 ppm. En adoptant cette définition, la magnitude du kilogramme serait sujet à des affinages ultérieurs, lorsqu'une meilleure valeur de la constante de Planck serait disponible.
Une variation de la définition propose de définir la constante d'Avogadro comme précisément égale à 84 446 8893 (6,022 141 62 × 1023) atomes. Une réalisation imaginaire en serait un cube de 12C d'exactement 84 446 889 atomes de côté. Le kilogramme serait alors la masse égale à 84 446 8893 × 83⅓ atomes de 12C,.

##### Projet Avogadro

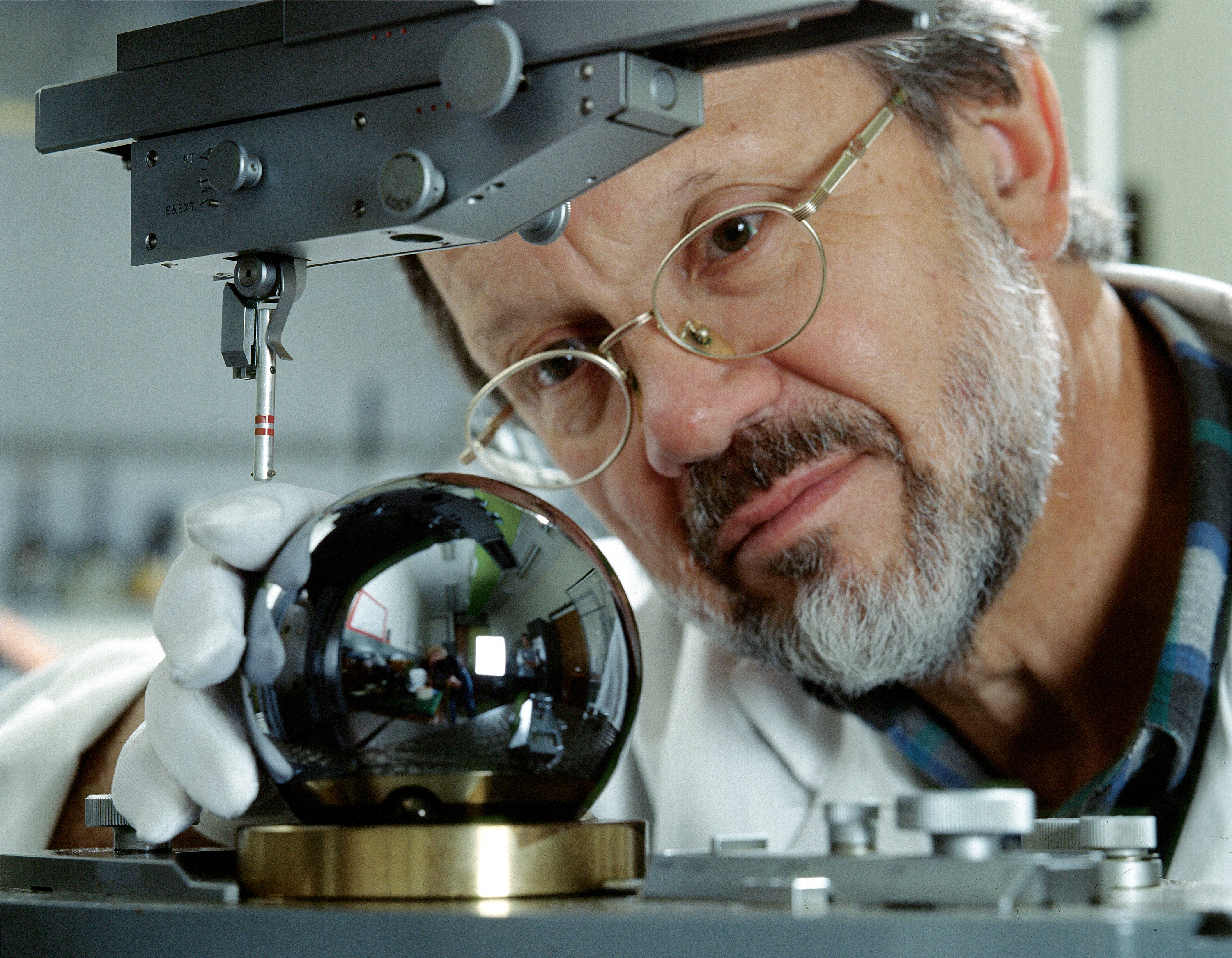
L'un des maitres opticiens de lAustralian Centre for Precision Optics tient en main une sphère monocristalline d'un kilogramme de silicium réalisée pour le projet Avogadro. Ces sphères sont parmi les objets artificiels les plus sphériques jamais réalisés.

Une autre approche basée sur la constante d'Avogadro, le « projet Avogadro », propose de définir et de délinéer le kilogramme par une sphère de silicium de 93,6 mm de diamètre. Le silicium a été retenu car il existe une infrastructure commerciale mature permettant de créer du silicium monocristallin ultra-pur et sans défaut, pour l'industrie des semi-conducteurs. Pour réaliser un kilogramme, une boule de silicium serait produite. Sa composition isotopique serait mesurée avec un spectromètre de masse afin de déterminer sa masse atomique relative moyenne. La boule serait coupée et polie en sphères. La taille d'une sphère serait mesurée par interférométrie optique avec une erreur de 0,3 nm sur son rayon, environ une unique couche d'atomes. L'espacement cristallin entre les atomes (environ 192 pm) serait mesurée par interférométrie aux rayons X, avec une incertitude d'environ 3 parties par milliards. Avec la taille de la sphère, sa masse atomique moyenne et son espacement atomique connus, le diamètre requis peut être calculé avec suffisamment de précision pour permettre de finir de la polir à un kilogramme.
De telles sphères ont été réalisées pour le projet Avogadro et sont parmi les objets artificiels les plus ronds jamais réalisés. À l'échelle de la Terre, le point culminant de la meilleure de ces sphères — une zone de la taille d'un continent — s'écarterait de 2,4 m d'une sphère parfaite.
Des tests sont en cours sur les sphères de silicium du projet Avogadro afin de déterminer si leur masse est la plus stable quand elles sont stockées dans le vide, dans un vide partiel ou à pression ambiante. Dans tous les cas, aucun moyen technique n'existe actuellement[C'est-à-dire ?] qui permet de prouver que leur stabilité à long terme est meilleure que celle du PIK, car les mesures de masse les plus précises et les plus sensibles sont réalisées avec des balances à deux plateaux, qui ne peuvent comparer la masse d'une sphère de silicium qu'avec une masse de référence (les balances à un seul plateau mesurent le poids par rapport à une constante physique et ne sont pas suffisamment précises, l'incertitude nécessaire étant de 10 à 20 parties par milliard). D'après ce que l'on sait de l'absence de stabilité du PIK et de ses copies, il n'existe aucun artéfact d'une masse parfaitement stable permettant cette comparaison. De plus, le silicium s'oxyde pour former une fine couche (de l'ordre de 5 à 20 atomes) de silice et de monoxyde de silicium. Cette couche augmente légèrement la masse de la sphère, un effet qu'il faut prendre en compte lors du polissage final.
Toutes les approches basées sur le silicium fixeraient la constante d'Avogadro, mais conduiraient à des définitions différentes pour le kilogramme. Une approche ferait usage de silicium avec ses trois isotopes naturels présents. Environ 7,78 % du silicium est formé de deux isotopes plus lourds, 29Si et 30Si. Comme pour l'approche au 12C, cette méthode définirait la magnitude du kilogramme en fixant la constante d'Avogadro à un certain nombre d'atomes de 12C ; la sphère de silicium en serait la réalisation pratique. Cette approche pourrait définir précisément la magnitude du kilogramme car les masses des trois nucléides de silicium relativement à celle du 12C sont connues avec précision (incertitudes relatives de 1 partie par milliard, ou mieux). Une méthode alternative utiliserait des techniques de séparation isotopique afin d'enrichir le silicium en un 28Si quasiment pur, qui possède une masse atomique relative de 27,976 926 532 5(19). Avec cette approche, la constante d'Avogadro serait fixée, mais également la masse atomique du 28Si. Le kilogramme serait alors défini comme la masse de 1 000⁄27,976 926 532 5 × 6,022 141 79 × 1023 atomes de 28Si. Mais même avec une telle définition, une sphère de 28Si dévierait nécessairement du nombre de moles requis pour compenser ses diverses impuretés isotopiques et chimiques, ainsi que prendre en compte l'oxydation en surface.

##### Accumulation d'ions
Une autre approche basée sur la constante d'Avogadro et depuis abandonnée, l'accumulation d'ions, aurait défini et décliné le kilogramme en créant des prototypes de métal à la demande. Ils auraient été créés en accumulant des ions d'or ou de bismuth (des atomes auquel il manque un électron) et en les comptant en mesurant le courant électrique nécessaire pour les neutraliser. L'or (197Au) et le bismuth (209Bi) ont été choisis car ils peuvent être manipulés sans danger et possèdent la masse atomique la plus élevée parmi les éléments non-radioactifs (bismuth) ou parfaitement stables (or).
Avec une définition basée sur l'or, la masse atomique relative de l'or aurait été fixée à exactement 196,966 568 7, au lieu de sa valeur actuelle de 196,966 568 7 (6). La constante d'Avogadro aurait là encore été fixée. Le kilogramme aurait été défini comme la masse égale à exactement 1 000⁄196,966 568 7 × 6,022 141 79 × 1023 atomes d'or.
En 2003, des expériences avec de l'or et un courant de 10 µA mettent en évidence une incertitude relative de 1,5 %. Des expériences ultérieures avec des ions bismuth et un courant de 30 mA espéraient accumuler une masse de 30 g en six jours et avoir une incertitude relative meilleure qu'1 ppm. Au bout du compte, cette approche par accumulation d'ions s'est révélée inadaptée. Les mesures nécessitent des mois et les données sont trop erratiques pour pouvoir servir de remplacement au PIK.

#### Force basée sur l'ampère

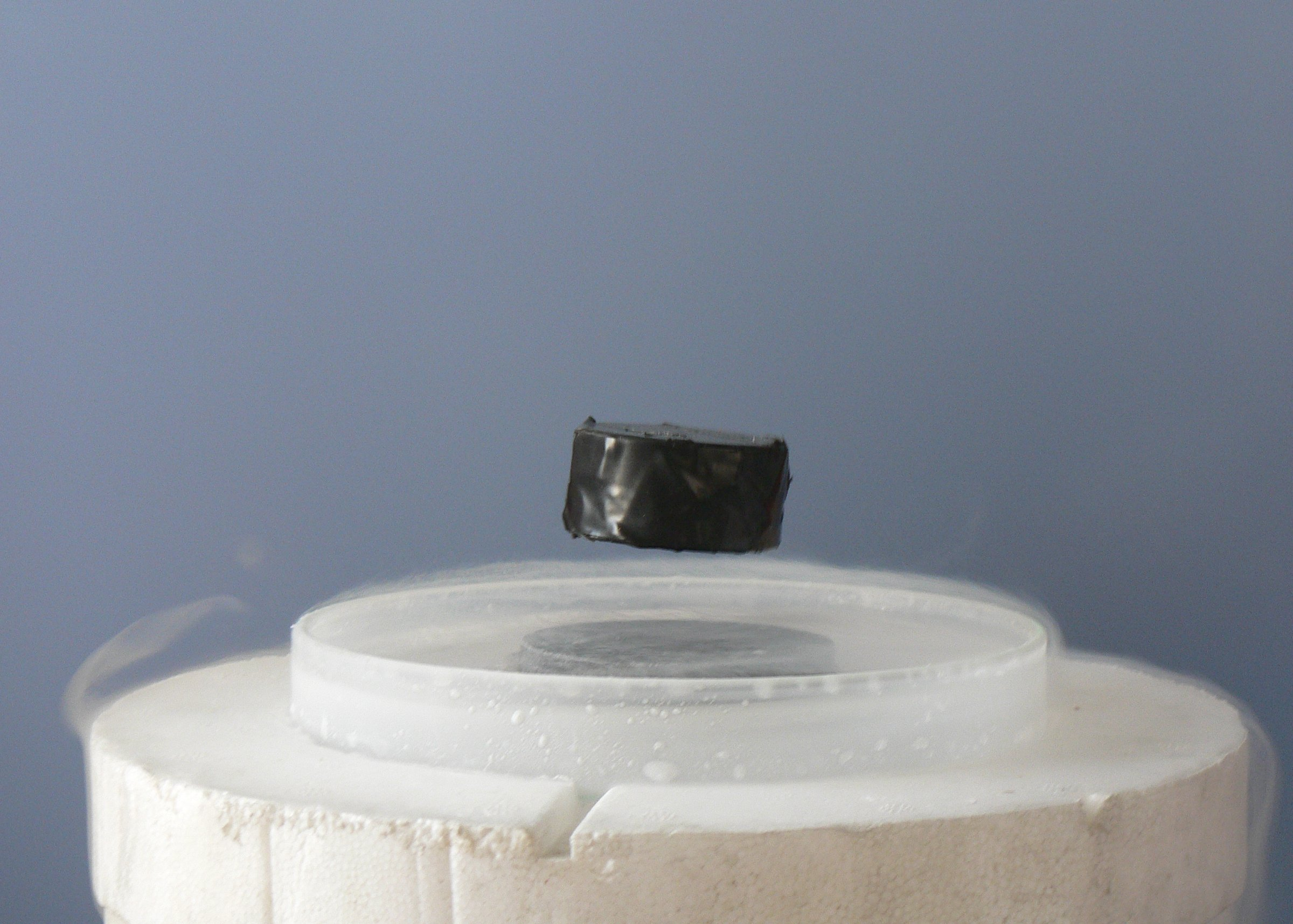
Un aimant flottant au-dessus d'un supraconducteur baigné dans de l'azote liquide démontre la lévitation par diamagnétisme parfait via l'effet Meissner. Les expériences avec une définition du kilogramme basée sur l'ampère renversent cette disposition : un champ électrique accélère une masse de test supraconductrice supportée par des aimants fixes.

Un autre approche définirait le kilogramme comme :

« la masse qui subirait une accélération de précisément 2 × 10−7 m s−2 lorsqu'elle est soumise à la force par mètre entre deux conducteurs parallèles, rectilignes, de longueur infinie, de section circulaire négligeable, placés à une distance d'un mètre l'un de l'autre dans le vide, et à travers lesquels passe un courant électrique constant d'exactement 1⁄1,602 17 × 10−19 ampère. »

Dans les faits, le kilogramme serait défini comme dérivé de l'ampère plutôt que la situation actuelle, où l'ampère est un dérivé du kilogramme. Cette redéfinition fixe la charge élémentaire (e) à exactement 1,602 17 × 10−19 coulomb.
Une réalisation pratique basée sur cette définition délinée la magnitude du kilogramme directement dans ce qui définit la nature même de la masse : une accélération due à une force appliquée. Cependant, il est très difficile de concevoir une réalisation pratique basée sur l'accélération de masses. Des expériences ont été réalisées sur des années au Japon avec une masse de 30 g supraconductive supportée par lévitation diamagnétique et n'ont jamais atteint une incertitude meilleure que dix parties par million. L'hystérésis était l'un des facteurs limitants. D'autres groupes ont effectué des recherches similaires à l'aide de différentes techniques pour faire léviter la masse,.

## Multiples, sous-multiples et autres unités

### Multiples
Comme l'unité de base « kilogramme » comporte déjà un préfixe, les préfixes SI sont ajoutés par exception au mot « gramme » ou à son symbole g, bien que le gramme ne soit qu'un sous-multiple du kilogramme (1 g = 10−3 kg).
Par exemple :
- 1 mégagramme (Mg) = 1 000 kg = 1 t (tonne métrique) ;
- 1 milligramme (mg) = 0,000 001 kg.

Dans les anciens livres, seuls les multiples et sous-multiples du kilogramme sont utilisés :
- myriagramme (mag) : 1 mag = 10 kg (10 000 g) ;
- décimilligramme (dmg) : 1 dmg = 0,000 000 1 kg (= 100 µg).

Dans la pratique, seuls les multiples du kilogramme sont utilisés :
- kilogramme (kg) : 1 kg = 1 kg ;
- mégagramme (Mg) : 1 Mg = 1 000 kg = 1 t ;
- gigagramme (Gg) : 1 Gg = 1 000 000 kg = 106 kg = 1 000 t = 1 kt ;
- téragramme (Tg) : 1 Tg = 1 000 000 000 kg = 109 kg = 106 t = 1 Mt ;
- pétagramme (Pg) : 1 Pg = 1012 kg = 109 t = 1 Gt ;
- exagramme (Eg) : 1 Eg = 1015 kg = 1012 t = 1 Tt ;
- zettagramme (Zg) : 1 Zg = 1018 kg = 1015 t = 1 Pt ;
- yottagramme (Yg) : 1 Yg = 1021 kg = 1018 t = 1 Et ;
- ronnagramme (Rg) : 1 Rg = 1024 kg = 1021 t = 1 Zt ;
- quettagramme (Qg) : 1 Qg = 1027 kg = 1024 t = 1 Yt ;

|    | kg    | Mg    | Gg    | Tg    | Pg    | Eg    | Zg    | Yg    | Rg    | Qg    |
| -- | ----- | ----- | ----- | ----- | ----- | ----- | ----- | ----- | ----- | ----- |
| kg | 1     | 0,001 | 10−6  | 10−9  | 10−12 | 10−15 | 10−18 | 10−21 | 10−24 | 10−27 |
| Mg | 1 000 | 1     | 0,001 | 10−6  | 10−9  | 10−12 | 10−15 | 10−18 | 10−21 | 10−24 |
| Gg | 106   | 1 000 | 1     | 0,001 | 10−6  | 10−9  | 10−12 | 10−15 | 10−18 | 10−21 |
| Tg | 109   | 106   | 1 000 | 1     | 0,001 | 10−6  | 10−9  | 10−12 | 10−15 | 10−18 |
| Pg | 1012  | 109   | 106   | 1 000 | 1     | 0,001 | 10−6  | 10−9  | 10−12 | 10−15 |
| Eg | 1015  | 1012  | 109   | 106   | 1 000 | 1     | 0,001 | 10−6  | 10−9  | 10−12 |
| Zg | 1018  | 1015  | 1012  | 109   | 106   | 1 000 | 1     | 0,001 | 10−6  | 10−9  |
| Yg | 1021  | 1018  | 1015  | 1012  | 109   | 106   | 1 000 | 1     | 0,001 | 10−6  |
| Rg | 1024  | 1021  | 1018  | 1015  | 1012  | 109   | 106   | 1 000 | 1     | 0,001 |
| Qg | 1027  | 1024  | 1021  | 1018  | 1015  | 1012  | 109   | 106   | 1 000 | 1     |

### Sous-multiples
«  Décagramme » redirige ici. Pour le polygone étoilé, voir Décagramme (géométrie).
- kilogramme (kg) : 1 kg = 1 kg ;
- hectogramme (hg) 1 hg = 0,1 kg ;
- décagramme (dag) : 1 dag = 0,01 kg ;
- gramme (g) : 1 g = 0,001 kg ;
- décigramme (dg) : 1 dg = 0,000 1 kg ;
- centigramme (cg) 1 cg = 0,000 01 kg ;
- milligramme (mg) : 1 mg = 0,000 001 kg = 10−6 kg ;
- microgramme (µg) : 1 µg = 0,000 000 001 kg = 10−9 kg ;
- nanogramme (ng) : 1 ng = 10−12 kg ;
- picogramme (pg) : 1 pg = 10−15 kg ;
- femtogramme (fg) : 1 fg = 10−18 kg ;
- attogramme (ag) : 1 ag = 10−21 kg ;
- zeptogramme (zg) : 1 zg = 10−24 kg ;
- yoctogramme (yg) : 1 yg = 10−27 kg ;
- rontogramme (rg) : 1 rg = 10−30 kg ;
- quectogramme (qg) : 1 qg = 10−33 kg.

|     | qg    | rg    | yg    | zg    | ag    | fg    | pg    | ng    | µg    | mg    | cg    | dg    | g     | dag   | hg    | kg    |
| --- | ----- | ----- | ----- | ----- | ----- | ----- | ----- | ----- | ----- | ----- | ----- | ----- | ----- | ----- | ----- | ----- |
| qg  | 1     | 0,001 | 10−6  | 10−9  | 10−12 | 10−15 | 10−18 | 10−21 | 10−24 | 10−27 | 10−28 | 10−29 | 10−30 | 10−31 | 10−32 | 10−33 |
| rg  | 1 000 | 1     | 0,001 | 10−6  | 10−9  | 10−12 | 10−15 | 10−18 | 10−21 | 10−24 | 10−25 | 10−26 | 10−27 | 10−28 | 10−29 | 10−30 |
| yg  | 106   | 1 000 | 1     | 0,001 | 10−6  | 10−9  | 10−12 | 10−15 | 10−18 | 10−21 | 10−22 | 10−23 | 10−24 | 10−25 | 10−26 | 10−27 |
| zg  | 109   | 106   | 1 000 | 1     | 0,001 | 10−6  | 10−9  | 10−12 | 10−15 | 10−18 | 10−19 | 10−20 | 10−21 | 10−22 | 10−23 | 10−24 |
| ag  | 1012  | 109   | 106   | 1 000 | 1     | 0,001 | 10−6  | 10−9  | 10−12 | 10−15 | 10−16 | 10−17 | 10−18 | 10−19 | 10−20 | 10−21 |
| fg  | 1015  | 1012  | 109   | 106   | 1 000 | 1     | 0,001 | 10−6  | 10−9  | 10−12 | 10−13 | 10−14 | 10−15 | 10−16 | 10−17 | 10−18 |
| pg  | 1018  | 1015  | 1012  | 109   | 106   | 1 000 | 1     | 0,001 | 10−6  | 10−9  | 10−10 | 10−11 | 10−12 | 10−13 | 10−14 | 10−15 |
| ng  | 1021  | 1018  | 1015  | 1012  | 109   | 106   | 1 000 | 1     | 0,001 | 10−6  | 10−7  | 10−8  | 10−9  | 10−10 | 10−11 | 10−12 |
| µg  | 1024  | 1021  | 1018  | 1015  | 1012  | 109   | 106   | 1 000 | 1     | 0,001 | 10−4  | 10−5  | 10−6  | 10−7  | 10−8  | 10−9  |
| mg  | 1027  | 1024  | 1021  | 1018  | 1015  | 1012  | 109   | 106   | 1 000 | 1     | 0,1   | 0,01  | 0,001 | 10−4  | 10−5  | 10−6  |
| cg  | 1028  | 1025  | 1022  | 1019  | 1016  | 1013  | 10    | 107   | 104   | 10    | 1     | 0,1   | 0,01  | 0,001 | 10−4  | 10−5  |
| dg  | 1029  | 1026  | 1023  | 1020  | 1017  | 1014  | 1011  | 108   | 105   | 100   | 10    | 1     | 0,1   | 0,01  | 0,001 | 10−4  |
| g   | 1030  | 1027  | 1024  | 1021  | 1018  | 1015  | 1012  | 109   | 106   | 1 000 | 100   | 10    | 1     | 0,1   | 0,01  | 0,001 |
| dag | 1031  | 1028  | 1025  | 1022  | 1019  | 1016  | 1013  | 10    | 107   | 104   | 1 000 | 100   | 10    | 1     | 0,1   | 0,01  |
| hg  | 1032  | 1029  | 1026  | 1023  | 1020  | 1017  | 1014  | 1011  | 108   | 105   | 104   | 1 000 | 100   | 10    | 1     | 0,1   |
| kg  | 1033  | 1030  | 1027  | 1024  | 1021  | 1018  | 1015  | 1012  | 109   | 106   | 105   | 104   | 1 000 | 100   | 10    | 1     |

### Autres unités
On utilise également des noms d'unités anciennes, mais arrondies à des valeurs « exactes » :
- la livre : 1 lb ~ 0,5 kg ; 1 kg ~ 2 lb ;
- le grave : 1 gv = 1 kg ; 1 kg = 1 gv ;
- le quintal métrique : 1 q = 100 kg ; 1 kg = 0,01 q, à ne pas confondre avec :
  - le quintal français ancien : 48,951 kg environ,
  - le quintal court d'Amérique du Nord : 45,359 kg environ,
  - le quintal long du système impérial anglais : 50,802 kg environ ;
- la tonne : 1 t = 1 000 kg ; 1 kg = 0,001 t.
- le gamma (symbole γ), autre nom pour le microgramme (μg)[67].

|                  | livre | kilogramme     | quintal métrique | tonne    |
| ---------------- | ----- | -------------- | ---------------- | -------- |
| livre            | 1     | 0,5 exactement | 0,005            | 5 × 10−4 |
| grave            | 2     | 1              | 0,01             | 0,001    |
| kilogramme       | 2     | 1              | 0,01             | 0,001    |
| quintal métrique | 200   | 100            | 1                | 0,1      |
| tonne            | 2 000 | 1 000          | 10               | 1        |

Les unités anglo-saxonnes sont assez largement utilisées de par le monde. On utilise couramment les unités du système avoirdupois (av), et, dans certains cas spécifiques, les unités du système troy (t) : médicaments et métaux précieux.
- Système avoirdupois
  - livre (lb av) : 1 lb av = 0,453 592 37 kg ; 1 kg = 2,204 622 6 lb av
  - once (oz av) : 1 oz av = 0,028 349 523 125 kg ; 1 kg = 35,273 961 950 oz av
- Système troy
  - livre (lb t) : 1 lb t = 0,373 241 721 6 kg ; 1 kg = 2,679 228 881 lb t
  - once (oz t) : 1 oz t = 0,031 103 476 8 kg ; 1 kg = 32,150 747 oz t

La table ci-dessous indique les correspondances entre les unités ; les valeurs en italiques indiquent les croisements entre les systèmes anglo-saxons.
|       | g     | oz av  | oz t   | lb t          | lb av         | kg     |
| ----- | ----- | ------ | ------ | ------------- | ------------- | ------ |
| g     | 1     | 0,0353 | 0,0322 | 0,00268       | 0,00220       | 0,001  |
| oz av | 28,3  | 1      | 0,911  | 0,0760        | 0,0625 (1⁄16) | 0,0283 |
| oz t  | 31,1  | 1,097  | 1      | 0,0833 (1⁄12) | 0,0686        | 0,0311 |
| lb t  | 373   | 13,2   | 12     | 1             | 0,823         | 0,373  |
| lb av | 454   | 16     | 14,6   | 1,22          | 1             | 0,454  |
| kg    | 1 000 | 35,3   | 32,2   | 2,68          | 2,20          | 1      |

Le carat est une autre unité de masse.